# Frabosa Soprana
Frabosa Soprana – miejscowość i gmina we Włoszech, w regionie Piemont, w prowincji Cuneo.
Według danych na rok 2004 gminę zamieszkiwało 875 osób, 18,2 os./km².